# Finale de la Coupe d'Angleterre de football de 2014
 (janvier 2021).
Si vous disposez d'ouvrages ou d'articles de référence ou si vous connaissez des sites web de qualité traitant du thème abordé ici, merci de compléter l'article en donnant les références utiles à sa vérifiabilité et en les liant à la section « Notes et références ».
La Finale de la Coupe d'Angleterre 2014 est la 133e finale de la Coupe d'Angleterre de football, la plus vieille compétition inter-club du monde. Le match s'est disputé entre Arsenal FC et Hull City au Stade de Wembley le 17 mai 2014. Hull City fait sa première apparition en finale de le Coupe tandis qu'Arsenal joue sa 18e finale, record partagé avec Manchester United. C'est la première fois depuis 2010, que la finale de la FA Cup a lieu après la fin de la saison du Championnat d'Angleterre.
Chaque club devait gagner cinq matchs pour atteindre la finale. Arsenal a battu trois clubs de l'élite et eut recours aux tirs au but pour battre Wigan, tenant du titre et club de deuxième division. À l'opposé, quatre des adversaires de Hull évoluaient dans des divisions inférieures. Hull du rejouer le match du cinquième tours contre Brighton & Hove.
Le match fut remporté par Arsenal après prolongation. Hull a marqué deux buts dans les dix premières minutes par James Chester et Curtis Davies mais Arsenal et revenu par l'intermédiaire de Santi Cazorla et Laurent Koscielny pour arriver à 2-2 à la fin du temps réglementaire. Aaron Ramsey donna la victoire à Arsenal à 11 minutes de la fin de la prolongation. 
Étant donné qu'Arsenal était déjà qualifié pour la Ligue des Champions grâce à leur classement en championnat, Hull City se qualifie pour le troisième tour préliminaire de la Ligue Europa 2014-2015. Cependant, en raison des changements imposés par l'UEFA, c'est la dernière fois que le finaliste se qualifie pour la Ligue Europa si le gagnant est déjà qualifié pour une compétition européenne.

## Nouveau trophée
Une nouvelle version du trophée fit son apparition pour la première fois lors de cette finale. Plus lourd que le précédent, il est fait d'argent sterling. Il mesure 61,5 centimètres et pèse 6,3 kilogrammes. Commandé en 2013, il remplace le trophée apparut pour la première fois en 1992 à Liverpool et c'est la troisième version du trophée. La base contenant le nom des vainqueurs des anciennes éditions est conservée. Ayant gagné la coupe, Arsenal parada avec le trophée à bord d'un bus ouvert le 18 mai, de l'Emirates Stadium à l'Islington Town Hall dans le nord de Londres.

## Parcours jusqu'à la finale
La FA Cup est la principale compétition en Angleterre. La première édition eu lieu en 1871-1872 avec quinze équipes participantes. L'augmentation de la popularité de ce sport et les changements dans la structure de la compétition font que 373 équipes prennent part à la compétition. En cas de match nul, le match est rejoué, généralement chez l'équipe qui se déplace lors du premier match.

### Arsenal
| Tour                                                            | Adversaire            | Score        |
| --------------------------------------------------------------- | --------------------- | ------------ |
| 3e                                                              | Tottenham Hotspur (d) | 2–0          |
| 4e                                                              | Coventry City (d)     | 4–0          |
| 5e                                                              | Liverpool FC (d)      | 2–1          |
| 6e                                                              | Everton (d)           | 4–1          |
| 1/2                                                             | Wigan Athletic (n)    | 1–1, 4-2 tab |
| Légende: (d) = domicile; (e) = extérieur; (n) = terrain neutre. |                       |              |

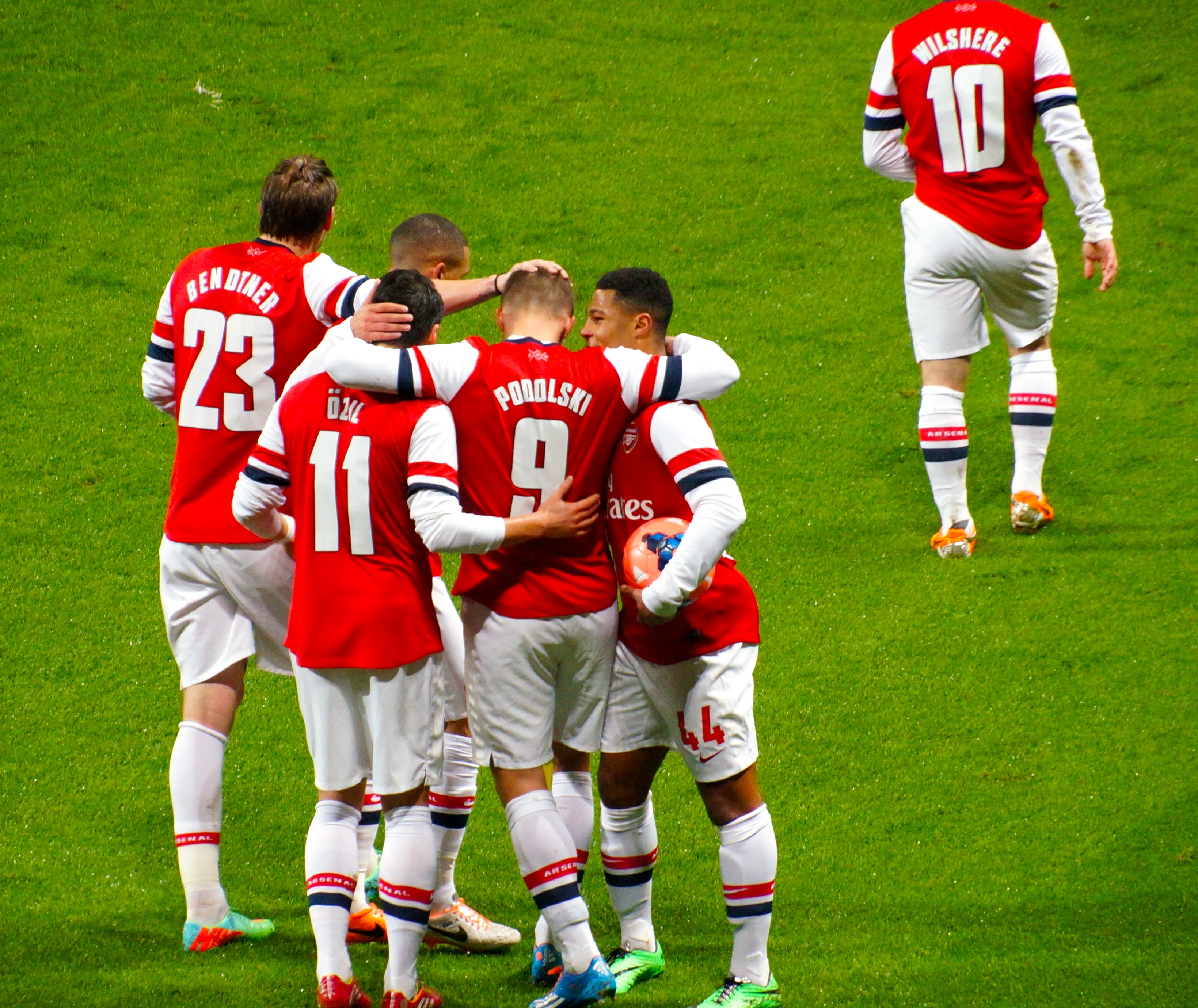
Joueurs d'Arsenal célébrant un but contre Coventry City

Arsenal et Hull City étant tous les deux des clubs de Premier League, ils entament la compétition au troisième tour. Arsenal commence par une victoire à domicile contre Tottenham Hotspur (avec des buts de Santi Cazorla et Tomáš Rosický). La rencontre fut marquée par la grave et longue blessure de Theo Walcott. Au quatrième tour, Arsenal tomba sur Coventry City, club de division 3 à l'Emirates Stadium. Arsenal l'emporta 4-0.
Au cinquième tour, Arsenal hérita de Liverpool FC à domicile et s'imposa 2 buts à 1,. Alex Oxlade-Chamberlain ouvrit le score après 15 minutes de jeu avant que Lukas Podolski ne double la mise. Steven Gerrard réduisit le score sur penalty juste avant l'heure de jeu.
Lors des quarts de finale, Arsenal reçu Everton et l'emporta 4-1, avec trois buts inscrits dans les dix dernières minutes. En demi-finale à Wembley, Arsenal dû se débarrasser des tenant du titre, Wigan Athletic. Le match se termine sur un score d'un but partout après prolongation. Wigan ouvrit le score sur penalty par Jordi Gómez avant l'égalisation de Per Mertesacker. Arsenal se qualifia aux tirs au but, 4-2, avec deux arrêts du gardien d'Arsenal Łukasz Fabiański et un penalty décisif marqué par Santi Cazorla.

### Hull City
| Tour                                                             | Adversaire                                            | Score   |
| ---------------------------------------------------------------- | ----------------------------------------------------- | ------- |
| 3e                                                               | Middlesbrough (e)                                     | 0–2     |
| 4e                                                               | Southend United (e)                                   | 0–2     |
| 5e Rejoué                                                        | Brighton & Hove Albion (e) Brighton & Hove Albion (d) | 1–1 2–1 |
| 6e                                                               | Sunderland (d)                                        | 3–0     |
| 1/2                                                              | Sheffield United (n)                                  | 5–3     |
| Légende: (d) = domicile; (e) = extérieur ; (n) = terrain neutre. |                                                       |         |

Hull City débuta à l'extérieur contre Middlesbrough. Des buts d'Aaron McLean et de Nick Proschwitz assurèrent la victoire sur un score de 2-0. Matty Fryatt marqua les deux buts de la victoire contre Southend United, club de division 4, au cinquième tour.
Au tour suivant, Hull hérita de Brighton & Hove Albion, club de division 2. L'attaquant Leonardo Ulloa donna l'avantage à Brighton mais Yannick Sagbo égalisa à cinq minutes de la fin du match. Le match du être rejoué au KC Stadium, où Hull l'emporta 2-1.
L'adversaire de Hull au sixième tour fut Sunderland. Trois buts en deuxième période de Curtis Davies, David Meyler et Matty Fryatt donnèrent la victoire à Hull sur un score de 3-0, résultat logique au vu du match. Le club atteint sa première demi-finale depuis 1930. Hull battit Sheffield United, sur le score de cinq buts à trois. Jose Baxter donna l'avantage à Sheffield United à la 19e minute, malgré l'égalisation de Fryatt, Stefan Scougall redonna l'avantage à Sheffield United juste avant la mi-temps. La seconde période vit cinq buts de la part des deux équipes, dont quatre pour Hull.

## Avant-match
Arsenal apparaît en finale de la coupe pour la dix-huitième fois et égale le record de participation établi par Manchester United. Hull City, cependant, fit sa première apparition en finale de son histoire.
Arsenal joua avec son maillot domicile rouge et blanc et s'installa dans le vestiaire "domicile". Hull City joua également avec son maillot domicile ambre et noir.
Le prix des tickets débuta à 45 livres puis augmenta à 65, 85 et 115 livres. Chaque équipe se vit allouer 25 000 tickets, dont environ 20 000 furent donnés aux "volontaires à travers le monde du football" dans les comtés, les ligues, les clubs locaux et les associations caritatives.
L'hymne traditionnel d'avant match, "Abide with Me", et l'hymne national furent chantés par la gagnante de la saison 3 de X Factor, Leona Lewis, accompagnée par le groupe de la garde galloise.

## Match

### Équipes
Arsenal fut privé de son attaquant Theo Walcott ainsi que de Serge Gnabry, blessés, alors que le capitaine Thomas Vermaelen et Alex Oxlade-Chamberlain ne furent pas  à 100% physiquement. Vermaelen débuta sur le banc, Oxlade-Chamberlain déclara forfait. 
La paire offensive d'Hull Shane Long et Nikica Jelavić ne furent pas éligibles pour ce match, ayant déjà joué pour West Bromwich Albion et Everton respectivement. Paul McShane, James Chester, Sone Aluko et Robbie Brady revinrent de blessure de même que le gardien Allan McGregor.

### Résumé

#### Première mi-temps
Hull donna le coup d'envoi de la 133e finale de la coupe et posséda le ballon. Après à peine quatre minutes de jeu, Hull obtint un corner tiré par Stephen Quinn vers Tom Huddlestone dans la surface de réparation, Huddlestone tenta une volée qui fut dévié par James Chester dans le but. Hull prend l'avantage. Le rythme de haut niveau imposé par Hull à Arsenal décontenança ces derniers et Hull fit le break quatre minutes plus tard. Ahmed Elmohamady obtint un coup franc à la limite de la surface de réparation. Ce coup franc fit polémique puisqu'il ne fut pas frappé pas là ou il aurait dû être tiré. Néanmoins, Quinn se chargea du coup franc, qui trouva la tête d'Alex Bruce. Le gardien d'Arsenal Łukasz Fabiański le détourna sur le capitaine et défenseur central d'Hull Curtis Davies, qui frappa à ras de terre. Hull faillit marquer un troisième but quelques minutes plus tard, quand une tête de Bruce fut sauvée sur la ligne par le défenseur d'Arsenal Kieran Gibbs. Arsenal inscrivit le but suivant. À la 16e minute, Arsenal obtint un coup franc bien placé, frappé par Santi Cazorla pleine lucarne. La fin de période fut plus terne et Hull se contenta de maintenir son avance, ce qu'ils firent, menant à la mi-temps.

#### Deuxième période
Au début de la seconde période, Arsenal se démarqua, en pressant constamment pour essayer de revenir au score. Deux penalties ne leur furent pas accordés par l'arbitre Lee Probert avant de finalement égaliser à la 71e minute par l'intermédiaire du défenseur central Laurent Koscielny d'une tête à la suite d'un corner de Bacary Sagna. Ce but fit polémique, plusieurs personnes pensaient qu'il y aurait dû avoir une sortie de but au lieu d'un corner car l'entrant Yaya Sanogo aurait touché le ballon en dernier. À la 79e minute, Gibbs eut l'opportunité de donner l'avantage à Arsenal s'il réussissait à battre Allan McGregor mais il ne trouva pas le cadre. Arsenal eut une nouvelle chance dans le temps additionnel mais McGregor s'interposa devant Olivier Giroud.

#### Prolongation
Arsenal fut la meilleure équipe en prolongation et se procura beaucoup d'occasions. Giroud toucha la barre après cinq minutes de jeu puis Ramsey mis McGregor à l'épreuve. Après quatre minutes en deuxième période de la prolongation, Arsenal pris l'avantage avec un tir à ras de terre de Ramsey après une talonnade de Giroud. À quatre minutes de la fin, Hull eut une chance de revenir au score quand Sone Aluko profita de la glissade de Per Mertesacker, dribbla Fabiański, et frappa dans un angle fermé mais il rata le cadre. Trois minutes plus tard, Aluko eut une nouvelle opportunité mais Fabiański sorti l'arrêt qu'il fallait. Une minute plus tard, Probert siffla la fin du match avec un score de 3-2 pour Arsenal. Arsenal gagna son premier trophée en neuf ans.

### Feuille de match
| Samedi 17 mai 2014 | Arsenal FC                                | 3 - 2 a. p.           | Hull City AFC          | Stade de Wembley, Londres                    |                                              |
| 17 h 00            | Cazorla 16e · Koscielny 70e · Ramsey 108e | (1 - 2, 2 - 2, 2 - 2) | 3e Chester · 7e Davies | Spectateurs : 89 345 Arbitrage : Lee Probert | Spectateurs : 89 345 Arbitrage : Lee Probert |
| 17 h 00            | Rapport                                   |                       |                        | Spectateurs : 89 345 Arbitrage : Lee Probert | Spectateurs : 89 345 Arbitrage : Lee Probert |

| Arsenal | Hull City |

| GK            | 21 | Łukasz Fabiański  |     |      |
| RB            | 3  | Bacary Sagna      |     |      |
| CB            | 4  | Per Mertesacker   |     |      |
| CB            | 6  | Laurent Koscielny |     |      |
| LB            | 28 | Kieran Gibbs      |     |      |
| CM            | 8  | Mikel Arteta      |     |      |
| CM            | 16 | Aaron Ramsey      |     |      |
| RW            | 19 | Santi Cazorla     |     | 106e |
| AM            | 11 | Mesut Özil        |     | 106e |
| LW            | 9  | Lukas Podolski    |     | 61e  |
| CF            | 12 | Olivier Giroud    | 85e |      |
| Remplaçants : |    |                   |     |      |
| GK            | 1  | Wojciech Szczęsny |     |      |
| DF            | 5  | Thomas Vermaelen  |     |      |
| DF            | 17 | Nacho Monreal     |     |      |
| MF            | 7  | Tomáš Rosický     |     | 106e |
| MF            | 10 | Jack Wilshere     |     | 106e |
| MF            | 20 | Mathieu Flamini   |     |      |
| FW            | 22 | Yaya Sanogo       |     | 61e  |
| Entraîneur :  |    |                   |     |      |
| Arsène Wenger |    |                   |     |      |

| GK            | 1  | Allan McGregor     |     |      |
| CB            | 6  | Curtis Davies      | 86e |      |
| CB            | 4  | Alex Bruce         |     | 67e  |
| CB            | 5  | James Chester      |     |      |
| RWB           | 27 | Ahmed el-Mohammadi |     |      |
| LWB           | 2  | Liam Rosenior      |     | 102e |
| CM            | 14 | Jake Livermore     |     |      |
| CM            | 8  | Tom Huddlestone    | 60e |      |
| CM            | 7  | David Meyler       | 70e |      |
| AM            | 29 | Stephen Quinn      |     | 75e  |
| CF            | 12 | Matthew Fryatt     |     |      |
| Remplaçants : |    |                    |     |      |
| GK            | 22 | Steve Harper       |     |      |
| DF            | 3  | Maynor Figueroa    |     |      |
| DF            | 15 | Paul McShane       |     | 67e  |
| MF            | 10 | Robert Koren       |     |      |
| MF            | 17 | George Boyd        |     | 102e |
| FW            | 20 | Yannick Sagbo      |     |      |
| FW            | 24 | Sone Aluko         |     | 75e  |
| Entraîneur :  |    |                    |     |      |
| Steve Bruce   |    |                    |     |      |

| Homme du match - Aaron Ramsey (Arsenal) Arbitres - Arbitres assistants : - Jake Collin - Mick McDonough - Quatrième arbitre : Kevin Friend | Règles du match - 90 minutes. - 30 minutes de prolongation si nécessaire. - Séance de tirs au but si le score est toujours de parité. - Sept remplaçants désignés. - Maximum de trois remplacements. |

### Statistiques
| Statistiques        | Arsenal | Hull City |
| ------------------- | ------- | --------- |
| Frappes             | 26      | 12        |
| Frappes cadrés      | 7       | 4         |
| Possession de balle | 65%     | 35%       |
| Corners             | 7       | 3         |
| Fautes              | 17      | 18        |
| Hors-Jeu            | 4       | 0         |
| Cartons Jaunes      | 1       | 3         |
| Cartons Rouges      | 0       | 0         |